# Ладыгино (Рузский городской округ)
Ладыгино — деревня в Рузском районе Московской области, входящая в сельское поселение Колюбакинское. Население 4 человека на 2006 год. До 2006 года Ладыгино входило в состав Краснооктябрьского сельского округа
Деревня расположена на юго-востоке района, правом берегу Москва-реки, практически, восточная окраина пгт Тучково, высота центра над уровнем моря 163 м. Ближайшие населённые пункты — Поречье на другом берегу реки и Артюхино — в 0,5 км на юго-восток.